# كيفن رولينز
كيفن رولينز (بالإنجليزية: Kevin Rollins)‏ هو شخصية أعمال أمريكي، ولد في 15 نوفمبر 1952 في يوتا في الولايات المتحدة.

## وصلات خارجية
- كيفن رولينز على موقع مونزينجر (الألمانية)
- كيفن رولينز على موقع إن إن دي بي (الإنجليزية)